# Kärråkra distrikt
Kärråkra distrikt är ett distrikt i Ulricehamns kommun och Västra Götalands län. 
Distriktet ligger norr om Ulricehamn. 

## Tidigare administrativ tillhörighet
Distriktet inrättades 2016 och utgörs av socknen Kärråkra i Ulricehamns kommun. 
Området motsvarar den omfattning Kärråkra församling hade vid årsskiftet 1999/2000.